# Olivese
Olivese település Franciaországban, Corse-du-Sud megyében. Lakosainak száma 220 fő (2022. január 1.). Olivese Argiusta-Moriccio, Aullène, Corrano, Forciolo, Zévaco és Zicavo községekkel határos.

## Népesség
A település népességének változása:
| Lakosok száma | 363  | 319  | 283  | 268  | 239  | 230  | 226  | 221  | 218  | 220  |
|               | 1968 | 1982 | 1990 | 2006 | 2013 | 2015 | 2017 | 2019 | 2020 | 2022 |